# Tillandsia friesii
Tillandsia friesii là một loài thực vật có hoa trong họ Bromeliaceae. Loài này được Mez miêu tả khoa học đầu tiên năm 1906.